# Yuriy Polyukhovych
Yuriy Polyukhovych (en ukrainien : Юрій Юрійович Полюхович, né le 1 novembre 1980 à Kostopil), est un homme politique, chercheur mayaniste ukrainien, historien, personnalité publique et politique, docteur en histoire, Ministre par intérim de l'Éducation et des Sciences de l'Ukraine du 10 au 25 mars 2020. Ambassadeur d'Ukraine au Pérou (depuis le 23 décembre 2022), ainsi qu'en Colombie (depuis le 20 juin 2023) et en Équateur (depuis le 5 juillet 2023). Excellent Académicien de l'Académie latino-américaine d'histoire militaire (depuis 2024).

## Biographie
Après des études à l'université nationale Académie Mohyla de Kiev, il publie sur la céramique maya.

### Carrière politique
Il fut ministre de l'éducation et des sciences à partir du 10 mars 2020 jusqu'au 25 mars 2020 du Gouvernement Chmyhal. Puis le 23 décembre 2022 ambassadeur pour le Pérou, le 20 juin 2023 ambassadeur en Colombie.